# ソリアティタン
ソリアティタン Soriatitan (「ソリアの巨人」の意) は、白亜紀前期のスペインに生息していたブラキオサウルス類の属。2017年にロジョ・トーレスらによって記載された。ゴルマジョ累層で見つかったソリアティタン・ゴルマイェンシス S.golmayensis  一種のみで知られる。